# Lagen om förbud mot vissa dopningsmedel
Lagen om förbud mot vissa dopningsmedel (1991:1969) är en svensk lag som infördes 1991. Lagen reglerar dopningsbrott i Sverige. De dopningspreparat som omfattas är syntetiska anabola steroider, testosteron och derivat av detta, tillväxthormon, och andra substanser som ökar kroppens produktion eller frisättning av testosteron, testosteronderivat eller tillväxthormon.